# NGC 2832
NGC 2832 је елиптична галаксија у сазвежђу Рис која се налази на NGC листи објеката дубоког неба.
Деклинација објекта је + 33° 44' 59" а ректасцензија 9h 19m 46,8s. Привидна величина (магнитуда) објекта NGC 2832 износи 11,8 а фотографска магнитуда 12,8. Налази се на удаљености од 94,721 милиона парсека од Сунца. NGC 2832 је још познат и под ознакама UGC 4942, MCG 6-21-15, CGCG 181-24, ARP 315, PGC 26377.